# Bitka pri Soissonsu (923)
Bitka pri Soissonsu je potekala 15. junija 923 med zavezništvom uporniških frankovskih plemičev, ki jih je vodil Robert I., leto prej izvoljen za francoskega kralja, in vojsko, sestavljeno iz Lotaringijcev, Normanov in karolinških sil pod poveljstvom kralja Karla Preprostega. Robert I. je bil v bitki ubit, vendar je njegova vojska kljub temu zmagala. Kralja Karla je Herbert II. Vermandoiški ujel in ga držal v ujetništvu do njegove smrti leta 929. Novi vladar Zahodne Frankovske je postal Robertov zet, burgundski vojvoda Rudolf.

## Ozadje
Po smrti Karla Velikega je moč karolinških kraljev začela pojemati  zaradi nenehnih vpadov Vikingov, državljanskih vojn in sporov z vazali, predvsem z Robertinci. Politično stanje med vladavino Karla Preprostega je bilo od samega začetka krhko, ker frankovsko plemstvo ni hotelo sprejeti njegove oblasti. Eden njegovih redkih zaveznikov je bil Balduin II. Flandrijski. Karlovi poskusi obnovitve karolinške oblasti nad Lotaringijo, domovino njegovih prednikov in prve žene Frederone, so ga leta 911 pripeljali do izvolitve za kralja Lotaringije in do navzkrižja interesov z lokalnim plemstvom, kot je bil Gilbert Lotarinški. Po letu 918 je aristokracija Zahodne Frankovske začela kazati svoje nestrinjanje s Karlovim vladanjem. Glavni razlog je bila naraščajoča moč lotarinškega plemiča Hagana, kraljevega najljubšega svetovalca. Leta 920 je skupina frankovskih plemičev pod vodstvom Roberta, brata prejšnjega kralja Oda, ugrabila Karla in ga poskušala  prisiliti, da odstavi Hagana. Nadškof Herveus iz Reimsa je prepričal upornike, da kralja osvobodijo.
Vojaška vstaja frankovskih magnatov je izbruhnila leta 922. Karel je svoji teti Rothildi, hčerki Karla Plešastega, odvzel beneficij opatije Chelles in ga prenesel na Hagana. To dejanje je neposredno prizadelo interese Robertincev, saj je bila Rothilda tašča Robertovega sina Huga Velikega. Na skupščini v Soissonsu 29. junija so uporniški plemiči Karla odstavili in Roberta izvolili za svojega kralja. Nadškof Walter iz Sensa ga je okronal naslednji dan v Reimsu.

## Bitka
Spopadi med pehotama v bližini Soissonsa in srditi popadi tik pred mestom  so prisilili Robertince, da so tja napotili težko konjenico. Lotarinški vojaki so se umaknili pod zaščito svoje konjenice. 
Robert I. je bil ubit že v prvi fazi spopadov in njegove čete so bile prisiljene na umik. Vojska Robertovega sina Huga Velikega je vzdržala do prihoda njegovega svaka Heriberta II. Vermandoijskega. Heriberta je nato podprl drugi Hugov svak, vojvoda Rudolf Burgundski.  
Morala v lotarinškem taboru je padla, saj je izid bitke, ki se je zdela skoraj dobljena, zaradi okrepitev postal negotov. Lotaringi so se previdno umaknili. 

## Posledice
Bitka se je za Karla Preprostega končala le z manjšimi izgubami, ko se je urejen umik sprevrgel v neurejenega, pa so Karlu očitali preveliko pasivnost. Bitka pri Soissonsu je naznanila konec Karlove vladavine, čeprav so mu kronisti, kot sta Richer von Reims in Folcuin von Lobbes, na podlagi izračunanih izgub celo prisodili zmago. Podporniki padlega Roberta so izvolili Rudolfa Burgundskega za naslednika njegovega tasta.  Nadškof Gautier iz Sensa ga je  13. julija 923 v opatiji Saint-Médard v Soissonsu kronal za novega kralja Rudolfa. 
Karel se ni odzval na Rudolfovo kronanje. Štiri dni pozneje, 17. julija 923, je v zasedi padel v roke Heribertu von Vermandoisu, ki ga je zadržal kot osebnega ujetnika do konca njegovega življenja in ga uporabil kot sredstvo v političnih pogajanjih. Karlova žena Edgifa Wesseška je z njunim dveletnim sinom Ludvikom pobegnila v njuno domovino, kjer je "Ludvik Prekomorski" odraščal, dokler ga ni  Hugo Veliki leta 936 pripeljal iz izgnanstva. 
Lotarinško plemstvo, ki je v Karlu Preprostemu videlo ohranitev karolinške tradicije, ni sprejelo novega kralja, ampak se je takoj podredilo Henriku I. Nemškemu in tako končalo desetletja trajajoč spor o Srednjefrankovskem kraljestvu v korist Vzhodne Frankovske. 